# Orsolya Herr
Orsolya Herr (født 23. november 1984 i Tatabánya, Ungarn) er en tidligere ungarsk håndboldspiller, der repræsenterede Ungarns kvindehåndboldlandshold. Hun spillede for de ungarske ligaklubber Györi Audi ETO KC,Váci NKSE, Siófok KC og Alba Fehérvár KC, foruden et kort ophold i kroatiske RK Podravka Koprivnica.

## Achievements
- Nemzeti Bajnokság I:
  - Vinder: 2005, 2006, 2008, 2009
  - Sølv: 2007
  - Bronze: 2003, 2010
- Magyar Kupa:
  - Vinder: 2005, 2006, 2007, 2008, 2009
- EHF Champions League:
  - Vinder: 2013
  - Finalist: 2009
  - Semifinalist: 2007, 2008
- EHF Cup Winners' Cup:
  - Finalist: 2006
- EHF Cup:
  - Finalist: 2003, 2005
- EM i håndbold:
  - Bronze: 2012